# Tetraloniella aurantiflava
Tetraloniella aurantiflava är en biart som beskrevs av Constance Margaret Eardley 1989. Tetraloniella aurantiflava ingår i släktet Tetraloniella och familjen långtungebin. Inga underarter finns listade i Catalogue of Life.